# Estadio El Sardinero
Az Estadio El Sardinero (vagy Campos de Sport de El Sardinero) egy spanyol labdarúgó-stadion Santander városában, a Racing de Santander otthona.

## Története
A stadiont 1988. augusztus 20-án avatták fel. Az új eredményjelzőket (az északi és a déli oldalon) az 1999–2000-es szezon során helyezték el. A 2007–2008-as szalonban nyitották meg az új trófeatermet és egy gyűléstermet is.

## Leírás
A létesítmény maximális befogadóképessége 22 222 fő, ez mind ülőhely. A lelátók fedettek, kivilágítás van. A pálya mérete 105 m × 68 m. A stadion modern felszereltségű konditeremmel, masszázsszalonnal és szaunával is rendelkezik.

## Képek

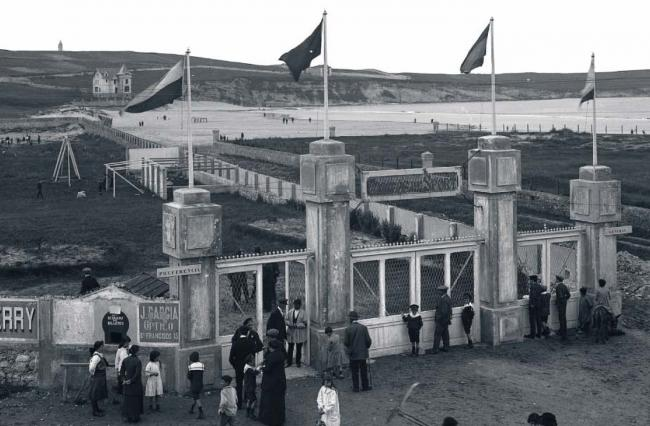
Régi kép a 20. század elejéről
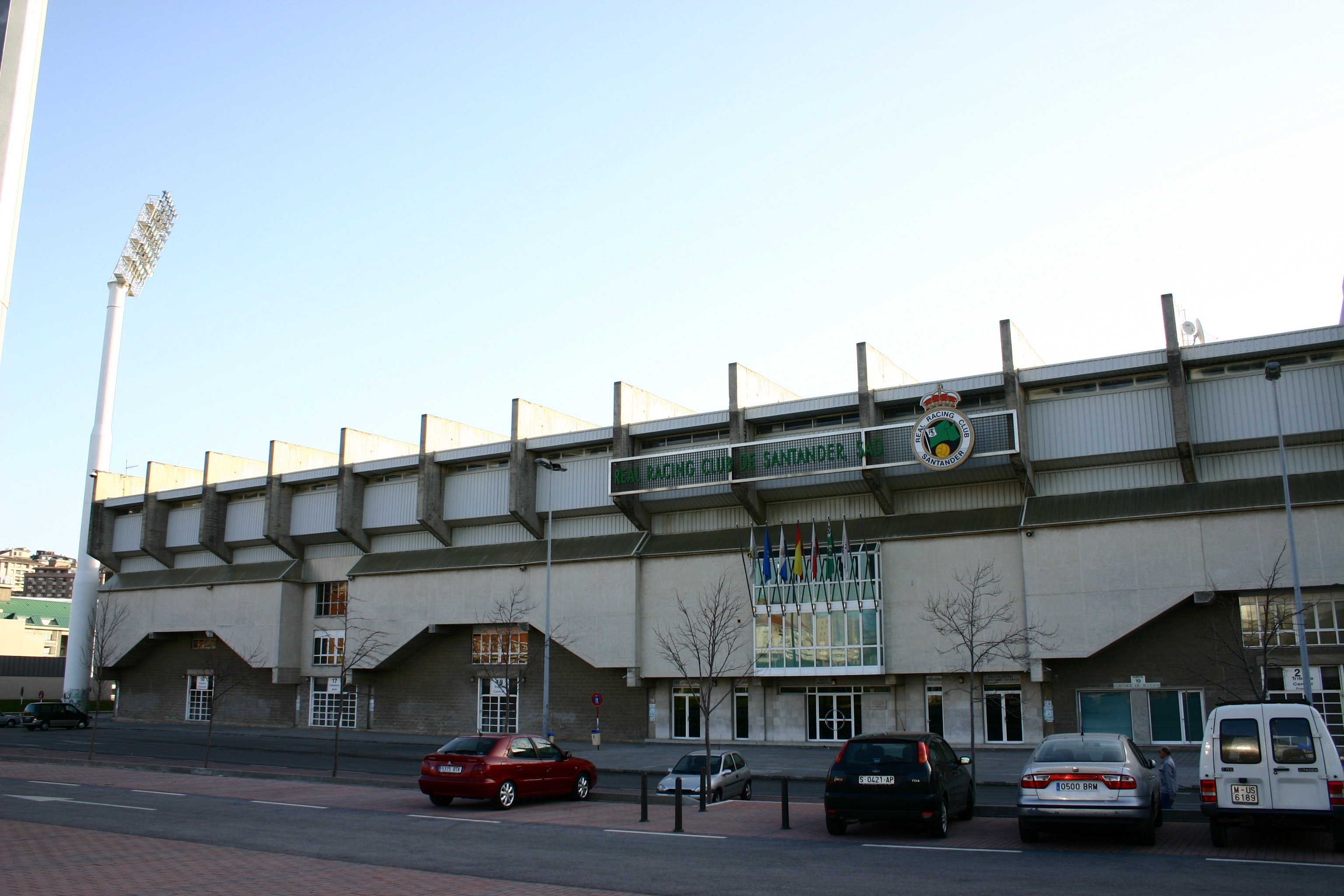
Külső részlet
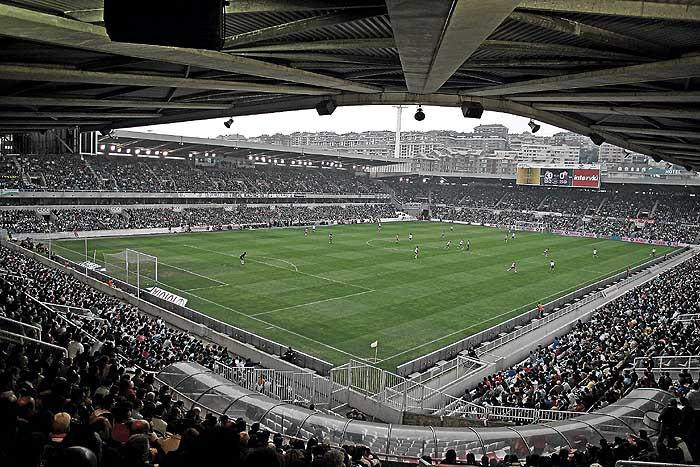
Belső kép